# Tillie Walden
Tillie Walden (1996) è una fumettista statunitense che nel 2018 ha vinto un Eisner Award per la sua graphic novel intitolata Trottole. Questo risultato ha fatto di lei una delle più giovani vincitrici di sempre di questo premio.

## Carriera
La prima graphic novel di Walden, pubblicata in lingua originale nel 2015, è intitolata The End of Summer. Narra le vicende di Lars, un bambino dalla salute cagionevole che abita in un meraviglioso palazzo insieme al suo gatto Nemo. Con The End of Summer Walden si è aggiudicata nel 2016 un Ignatz Award nella categoria Migliore autore.
Anche la sua seconda opera, I Love This Part, è stata pubblicata nel 2015 e racconta la storia d'amore fra due ragazze adolescenti. Con questa graphic novel Walden si è aggiudicata nel 2016 un Ignatz Award come Miglior autore emergente.
A City Inside, del 2016, è la terza opera dell'autrice e nello stesso anno ha vinto un Broken Frontier Award nella categoria Miglior fumetto.
Spinning è il quarto romanzo grafico di Walden, ma il primo ad attingere ad elementi biografici: pubblicata nel 2017, racconta gli anni in cui Walden gareggiava come pattinatrice su ghiaccio. Spinning ha vinto un Eisner Award nel 2018 come Best Reality-Based Work. Questo fumetto è stato pubblicato in Italia nel 2018 con il titolo Trottole.
On a Sunbeam, pubblicato in Italia con il titolo Su un raggio di sole, è la quinta graphic novel di Walden. Nata come webcomic nel 2017, è stata poi adattata in formato cartaceo e pubblicata nel 2018. La storia è ambientata nello spazio e vede come protagoniste un gruppo di ragazze che lavorano come restauratrici di vecchi edifici disseminati su vari pianeti. Su un raggio di sole ha vinto il Los Angeles Times Book Prize nel 2018.
Nel 2019 Walden ha pubblicato Are You Listening? che nel 2020 si è aggiudicato un Eisner Award come Best Graphic Album-New.
Sue opere sono state annoverate nella mostra Women in Comics negli allestimenti del 2020 a New York e del 2021 a Roma.

## Vita privata
Nel romanzo grafico Trottole, ispirata alla sua vita da pattinatrice, Walden fa dichiarare al suo personaggio di essere stata consapevolmente lesbica sin dall'età di 5 anni.